# Emma Bedschanjan
Emma Bedschanjan (armenisch Էմմա Բեջանյան; * 12. April 1984 in Jerewan) ist eine armenische Sängerin, die unter dem Künstlernamen Emmy auftritt. Sie vertrat ihr Heimatland beim Eurovision Song Contest 2011 in Düsseldorf.

## Biografie
Bedschanjan stammt aus einer musikalischen Familie – ihre Mutter ist eine Sängerin und Produzentin, ihr Vater († 2011) war ein Jazzpianist –, daher kam sie bereits früh mit Musik in Berührung. 1993 nahm sie ihr erstes Lied Hajastan (dt. „Armenien“) auf, zu dem auch ein Musikvideo gedreht wurde. In den folgenden Jahren tourte sie als Mitglied der Mädchengruppe Hajer unter anderem durch die Vereinigten Staaten. Sie gewann auch viele internationale Preise im osteuropäischen Raum, teils solo und teils mit Hajer.
2010 nahm sie erstmals an der armenischen Vorausscheidung zum Eurovision Song Contest teil, allerdings erreichte das Lied Hey (Let Me Hear You Say), das sie zusammen mit dem Rapper Mihran vortrug, nur den zweiten Rang hinter der Gewinnerin Eva Rivas. Zuvor gab es Gerüchte, dass das armenische Fernsehen das Duo ohne öffentliche Auswahl nominiert hätte. Diese stützten sich auf ein YouTube-Video, das vom Kanal „mihrantv“ hochgeladen worden war.
Im Dezember 2010 wurde auf einer Pressekonferenz des armenischen Fernsehens bestätigt, dass Emmy für Armenien beim Eurovision Song Contest 2011 singen würde. Wie bereits bei Siruscho im Jahre 2008 trug sie bei einer späteren öffentlichen Vorentscheidung mehrere Lieder vor, aus denen dann der Beitrag Boom Boom für die internationale Finalrunde gewählt wurde. Am 10. Mai 2011 schied sie im ersten ESC-Halbfinale in Düsseldorf aus.
Emma Bedschanjan gilt in Armenien als „Pop-Prinzessin“ und „-Ikone“. Sie spricht Armenisch, Englisch und Russisch.